# Lasioglossum coeruleodorsatum
Lasioglossum coeruleodorsatum är en biart som först beskrevs av Embrik Strand 1911.  Lasioglossum coeruleodorsatum ingår i släktet smalbin, och familjen vägbin. Inga underarter finns listade i Catalogue of Life.